# نظائر الإنسولين

نظائر الأنسولين هي شكل آخر من أشكال الإنسولين، تختلف عن الموجود في الطبيعة، ولكن لا تزال متاحة لجسم الإنسان لأداء نفس عمل الإنسولين البشري من حيث السيطرة على نسبة السكر في الدم. من خلال الهندسة الوراثية لتسلسل دنا الإنسولين، يمكن تغيير الحوامض الأمينية للإنسولين وبذلك تغيير خصائص الاستيعاب، والتوزيع، والأيض، والإخراج الخاصة به. بشكل رسمي، تشير إدارة الغذاء والدواء الأمريكية إلى هذه بالاسم «ربيطات مستقبلة الإنسولين»، على الرغم من أنها أكثر شيوعًا باسم نظائر الإنسولين.
وقد استخدمت هذه التعديلات على إنشاء نوعين من نظير الانسولين: تلك التي هي أكثر قابلية للامتصاص من موقع الحقن، وبالتالي العمل بشكل أسرع من الانسولين الطبيعي الذي يحقن تحت الجلد، تهدف إلى توفير مستوى البلعة من الانسولين بعد تناول وجبة، وتلك التي صدر ببطء على مدى فترة تتراوح بين 8 و 24 ساعات، تهدف إلى توفير مستوى القاعدية للانسولين في اليوم. أول تصنيع لنظائر الأنسولين كان من قبل شركة ايلي ليلي اند.

## الأنسولين الحيواني
تسلسل الأحماض الأمينية للأنسولين هو نفسه تقريبا في الثدييات المختلفة. انسولين الخنازير يوجد به حمض أميني واحد مختلف عن الأحماض الأمينيه للإنسان، والأنسولين {1}البقري{/1} يختلف في ثلاثة أحماض أمينية. كلاهما نشط على {0}مستقبلات{/0} الإنسان بنفس القوة تقريبا. في اليابان، الانسولين المستمد من أسماك القرش كان يستخدم على نطاق واسع قبل إدخال سكروز الأنسولين البشري. حتي الانسولين من بعض أنواع الأسماك قد تكون فعالة مع البشر. الأنسولين الغير بشري يمكن أن يسبب الحساسية كردود فعل في عدد قليل من الناس، كما يمكن ان يكون ذلك وراثيا. يحدث هذا عادة من المواد الحافظة المستخدمة في الانسولين وليس من جزيء الانسولين نفسه.
سكروز الأنسولين «البشري» حل محل الأنسولين الحيواني إلى حد كبير. بظهور معدات السائل اللوني للضغط العالي وصلت نسبه نقاء الانسلوين الحيواني المصدرالي 99 % ، في حين أن مستوى نقاء الأنسولين البشري الاصطناعي من خلال الحمض النووي المؤتلف حققت فقط مستوى نقاء 97 ٪ كحد أقصي، الأمر الذي يثير تساؤلات حول ادعاء نقاء الانسولين الاصطناعية النسبية مقارنه بأنواع الأنسولين الحيواني المصدر.

## كيميائيا وتعديل انزيمي الأنسولين
قبل السكروز اوجد الإنسان نظائر مؤتلفه بديلا له، أنسولين الخنازير حول كيميائيا الي انسولين بشري. التعديلات الكيميائية في سلاسل الحمض الأميني الجانبية في محطة ن و/ أو محطة سي أدلى من أجل تغيير ADME خصائص التناظرية. نوفو نورديسك كان قادرا على تحويل إنزيمي الانسولين الخنازير في الإنسان 'الانسولين عن طريق إزالة حمض أميني واحد يختلف من مجموعة متنوعة الإنسان، وإضافة كيميائيا الصحيح.

## النظير غير الانسولين hexameric
أنسولين الإنسان والخنازير الغير معدل يميل إلى التداخل مع الزنك في الدم، وتشكل hexamers. الانسولين في شكله المسدوس لن يقيد بمستقبلاته، وبالتالي فإن المسدوس يتوازن ببطء مرة أخرى إلى جزيئاته الأحادية لكي تكون مفيدة من الناحية البيولوجية. سلمت Hexameric الانسولين تحت الجلد هو لا تتوافر بسهولة للجسم عند الحاجة الانسولين في جرعات أكبر، مثل بعد تناول وجبة (على الرغم من أن هذا هو أكثر من وظيفة الانسولين تحت الجلد تديرها، كما أعطيت جرعات الانسولين عن طريق الوريد وتوزع على وجه السرعة لمستقبلات الخلية، وبالتالي، يتجنب هذه المشكلة). تستخدم تركيبات الزنك من الانسولين للأطلاق البطيء للانسولين القاعدية. الأنسولين القاعدية هي كمية الانسولين التي يحتاجها الجسم خلال اليوم باستثناء الكمية المطلوبة بعد وجبات الطعام. وقد وضعت الأنسولين غير hexameric ليكون أسرع وبالنيابة ليحل محل حقن الانسولين العادية معدلة قبل وجبة الطعام.

### معلق الأنسولين المتجانس
معلق الأنسولين المتجانس، المعروف أيضا باسم Humulin N, Novolin N,Novolin NPH, NPH Lletin II, والانسولين المتجانس، وتسويقها من قبل شركة ايلي ليللي وتحت اسم Humulin N، وهو الانسولين المتوسط المفعول الممنوح للمساعدة في السيطرة على مستوى السكر في الدم للأشخاص ذوي مرض السكر. معلق الأنسولين المتجانس ليس بنظير، ولكنه أنسولين حقيقي؛ ومن المعروف أن لا يكون له آثار جانبية على المدى الطويل.

### Lispro الانسولين
شركة ايلي ليللي اند امتلكت أول نظير للانسولين مع "lispro" بوصفها انسولين تناظري سريع. وتم تسويقه تحت الاسم التجاري Humalog. وكان هندسيا من خلال تكنولوجيا الحمض النووي المؤتلف بحيث ما قبل الأخيرة من lysine و proline تبقي في نهاية C-terminal من B-chain قد عكست. ولكن ذلك التعديل لم يغير مستقبلات الإلزام، ولكن منعت تشكيل أنسولين dimers وhexamers. وهذا سمح لكميات أكبر من الأنسولين الأحادى النشط ليكون متاح لحقن لل postprandial (بعد وجبة).

### Aspart الانسولين
نوفو نورديسك خلق "aspart" سوقهأعلى أنها NovoLog / NovoRapid (UK-CAN) بوصفها انسولين تناظري سريع. كان ذلك من خلال إنشاء تكنولوجيا الحمض النووي المؤتلف بحيث الأحماض الأمينية، B28، والتي عادة البرولين تبدل مع بقايا حمض الأسبارتيك. تم إدراج التسلسل في جينوم الخميرة، وعبرت الخميره عن نظير الانسولين، التي كانتبعد ذلك تحصد من مفاعل حيوي. والنظير أيضا منع تشكيل hexamers، لإنشاء الانسولين الفعال بشكل أسرع. تم الموافقة عليها لاستخدامها فيلمضخات CSII وFlexpen، وأجهزة نوفوبين التوصيلية للحقن تحت الجلد.

### Glulisine الانسولين
Glulisine هو أحدث نظير أنسوليني سريع من سانوفي افنتيس، الموافق عليها للاستخدام مع حقنة عادية، وذلك في مضخة الأنسولين أو قلم Opticlik . مقياس إعطاء الحقنة هو أيضا خيار. ويباع تحت اسم Apidra. وافقت إدارة الاغذية والعقاقير علي أنه يختلف عن الأنسولين البشري العادي في أن له بداية سريعة ومده عمل قصيره. {2}[3]{/2}

## أنسولين مع نقطة تحول كهرساوي
الأنسولين الطبيعي الغير معدل قابل للذوبان في الاس الهيدروجيني الفسيولوجي. النظائر خلقت ولديها نقطة تحول كهرساوي بحيث أنها موجودة في ذوبانية متزنه فيها معظم رواسب خارجه ولكن تذوب ببطء في مجرى الدم وتفرز في نهاية المطاف عن طريق الكلى. وتستخدم نظيرالأنسولين هذا لاستبدال المستوى القاعدي للأنسولين، ويمكن أن يكون فعال على مدى فترة حوالي 24 ساعة. ومع ذلك، بعض نظائر الأنسولين، مثل انسولين detemir، تترابط مع الزلال بدلا من الدهون مثل أنواع الأنسولين في وقت سابق، ونتائج استخدامها علي مدي طويل (على سبيل المثال أكثر من 10 عاما) لم تصدر ابدا.

### الانسولين Glargine
سانوفي افنتيس طورت glargine علي انها نظير انسولين دائم لفترة أطول، وقامت بتسويقه تحت العلامة التجارية Lantus. وقد أنشئ عن طريق تعديل ثلاثة أحماض أمينية. جزيئين أرجينين موجبان الشحنة أضيفا الي C-terminus من B-chain، وأنها غيرت نقطة كهرساوي من 5,4 الي 6,7، مما يجعل glargine أكثر قابلية للذوبان في الحمضية قليلا الرقم الهيدروجيني وأقل قابليه للذوبان في الرقم الهيدروجيني الفسيولوجي. استبدال الأسباراجين الحساس للحمض في موقع 21 في A-chain بـ جليكاين لازم لتجنب نزع الأمين وdimerization من بقايا أرجينين. هذه التغييرات الهيكلية الثلاثة مع اضافتها مع الزنك تنتج فترات عمل أطول إذا ما قورنت مع سكروز الأنسولين البشري. عندما يتم حقن الرقم الهيدروجيني 4,0 تترسب معظم المواد وليس بيولوجيا. وهناك كمية صغيرة تتوفر على الفور للاستخدام، ويتم عزل ما تبقى في النسيج تحت الجلد. وباستخدام glargine، كميات صغيرة من المواد المترسبه سيتحول إلى محلول في مجرى الدم، وسيتم المحافظة على المستوى القاعدي من الأنسولين لفترة تصل إلى 24 ساعة. بداية عمل الانسولين تحت الجلد glargine أبطأ من NPH الأنسولين البشري. هو حل واضح لعدم وجود الزنك في الصيغة.

### Detemir الانسولين
نوفو نورديسك خلق انسولين detemir وقام بالتوسيق له تحت الاسم التجاري Levemir كنظير دائم للانسولين للحفاظ على المستوى القاعدي للأنسولين.[5] {3}[6]{/3} ويمكن المحافظة على المستوى القاعدي من الأنسولين لمده تصل إلى 20 ساعة، ولكن الزمن يتأثر بوضوح بحجم جرعة الحقن.
هذا الانسولين لديه انجذاب لمصل الدم، تزيد مدة عمله.

## السرطنة
يجب اختبار كل نظائر الانسولين ضد السرطنة، لان الانسولين يتشارك مع ممرات IGF، التي يمكن أن تسبب نمو الخلايا غير طبيعية وتكون الأورام. التعديلات على الانسولين دائما تحمل مخاطر عن غير قصد تعزيز إشارات IGF بالإضافة إلى الخصائص الدوائية المطلوبة.

## النقد
و التحليل التلوي للعديد من التجارب العشوائية المحكومة من قبل Cochrane Collaboration الدولي وجدت «فائدة سريرية بسيطة في المعالجة بنظائر الانسولين الطويل المدي (من بينهم دراستان من أنسولين detemir) لمرضى داء السكري من النوع 2». {4}[7]{/4}، في حين أن الآخرين قد درست المسألة نفسها في مرض السكري نوع 1. وقد أكدت تحليلات فوقية لاحقه تمت في عدد من بلدان وقارات مختلفة لنتائج كوكرين.
في يوليو 2007، وصل المعهد الألماني للجودة وفعالية التكاليف في قطاع الرعاية الصحية [IQWiG] استنتاج مماثل لافت للنظر. في تقريرها، خلصت IQWiG أن هناك حاليا «لا دليل» متاح للتفوق بالنيابة عن نظير الانسولين - السريع على الأنسولين البشري الاصطناعي في علاج المرضى البالغين المصابين بداء السكري من النوع 1. وكان العديد من الدراسات التي تمت مراجعتها من قبل IQWiG إما صغيرة جدا بحيث لا يمكن ان تعتبر موثوقة من الناحية الإحصائية، وربما الأهم من ذلك، فإن أيا من الدراسات المدرجة في استعراض على نطاق واسع كان أعمى، ومنهجية الذهب القياسية لإجراء البحوث السريرية. ومع ذلك، حيث ان IQWiG تجاهلت الإشارة صراحة الي أي قضايا التي لا يمكن اختبارها في دراسات مزدوجة التعمية، على سبيل المثال مقارنة الأنظمة معاملة مختلفة جذريا. يعتبر IQWiG مشكوك فيه من قبل بعض الأطباء في ألمانيا، بحيث ينظر بآلية لخفض التكاليف. لكن عدم وجود دراسة المسببة للعمى لا تزيد من خطر التحيز في هذه الدراسات. سبب هذا هو المهم لأن المرضى، إذا كانوا يعرفون أنهم يستخدمون نوع مختلف من الأنسولين، قد ينصرفوا بشكل مختلف (مثل اختبار مستويات السكر في الدم بشكل متكرر، على سبيل المثال)، مما يؤدي إلى تحيز في نتائج الدراسة، مما يجعل النتائج غير قابله للتطبيق علي مرضي السكري عموما. العديد من الدراسات قد خلص إلى أن أي زيادة في اختبار مستويات السكر في الدم ومن المرجح أن تحقق تحسينات في مجال مراقبة نسبة السكر في الدم، الأمر الذي يطرح أسئلة حول ما إذا كان أي تحسينات لوحظت في التجارب السريرية لنظير الأنسولين كانت نتيجة اختبار أكثر تواترا أو بسبب المخدرات التي تمرر المحاكمات.
وفي الآونة الأخيرة، والوكالة الكندية للأدوية والتكنولوجيا في مجال الصحة CADTH) كما وجدت في المقارنة لعام 2008 من آثار نظير الأنسولين وسكروز الأنسولين البشري أن نظير الأنسولين فشل في اظهار أي اختلافات ذات الصلة سريريا، سواء من حيث مراقبة نسبة السكر في الدم والسلبية ورد الفعل الشخصي {1}[8]{/1}.

## الجدول الزمني
- 1922 بانتينغ وأفضل استخدام الانسولين البقري انتزاع لحقوق الإنسان
- 1923 وشركة ايلي ليللي (ليلي) تنتج كميات تجارية من الأنسولين البقري
- 1923 هاغيدورن يؤسس Insulinlaboratorium في الدنمارك سلف نورديسك من نوفو نورديسك
- 1926 نورديسك يتلقى الميثاق الدنماركية لإنتاج الانسولين وغير ربحية
- 1936 الكنديين سكوت فيشر ومارك صباحا صياغة خليط انسولين الزنك وترخيصه لنوفو
- 1936 هاغيدورن يكتشف أن إضافة بروتامين للأنسولين يطيل تأثير الانسولين
- 1946 نورديسك يصوغ المتجانس الملقب الانسولين الخنزيري المحايد بروتامين هاغيدورن أو الأنسولين NPH
- 1946 نورديسك يبلور خليط بروتامين والانسولين
- 1950 نورديسك يسوق معلق الأنسولين المتجانس
- 1953 نوفو يصوغ انسولين الخنازير البطئ والانسولين البقري بإضافة الزنك للأنسولين تدوم لفترة أطول
- 1978 جينينتيك تنتج 'الإنسان' الانسولين الاصطناعية في البكتيريا القولونية Escheria باستخدام تكنولوجيا الحمض النووي المؤتلف
- نوفو نورديسك 1981 كيميائيا وإنزيمي يحول الانسولين الخنزيري للأنسولين 'الإنسان'
- 1982 جينينتيكوافقت علي 'الانسولين ' البشري الاصطناعي، وذلك بفضل شراكتها مع شركة ايلي ليلي والذي رعى هذا المنتج من خلال الولايات المتحدة إدارة الغذاء والدواء) على موافقة إدارة الاغذية والعقاقير عملية (
- 1983 يللي تنتج الاصطناعية، الانسولين 'البشري ' المؤتلف، وصفت Humulin
- 1985 اكسيل أولريش متواليات مستقبلات الأنسولين البشري
- 1988 نوفو نورديسك تنتج، انسولين'البشري ' الاصطناعي المؤتلف
- 1996 يللي Humalog «وافقت علي نظير الانسولين»lispro من إدارة الاغذية والعقاقير الأمريكية
- 2003 افنتيس "glargine" اعتمدت نظير الانسولين Lantus في الولايات المتحدة الأمريكية {2}[11][9][11]{/2}
- 2004 سانوفي افنتيسApidra اعتمدت انسولين "glulisine" للاستعمال السريري في الولايات المتحدة.
- 2006 نوفو نورديسك ليفيمير اعتمدت نظير الانسولين "detemir " في الولايات المتحدة الأمريكية

## وصلات خارجية
- Apidra
- الأنسولين
- Lantus
- Levemir
- Novolog